# Rechner (Software)
Rechner ist eine Taschenrechner-Software von Apple, die mit den Betriebssystemen macOS, iOS, iPadOS, watchOS und visionOS standardmäßig ausgeliefert wird.

## Funktionen
Die App kann in mehreren verschiedenen Modi genutzt werden. Es gibt den normalen Modus, den erweiterten Modus sowie die Modi „Mathematische Notizen“ und „Umrechnen“.
Im normalen Modus gibt es nur die einfachsten Elemente eines Taschenrechners. Man kann die vier Grundrechenarten anwenden, mit rationalen und ganzen Zahlen rechnen, Zahlen in Prozent angeben und Vorzeichen manuell festlegen (negative und positive Zahlen). Die größte zugelassene Zahl ist hier 100.000.000. Alle Zahlen darüber hinaus müssen als Zehnerpotenzen oder mit der wissenschaftlichen Notation dargestellt werden.
In den erweiterten Modus kann man durch Schwenken des Mobilgeräts in das Querformat gelangen. Nun gibt es unter anderem die Möglichkeit mit Potenzen zu rechnen, eine Auswahl aus Formeln der Trigonometrie zu verwenden, Logarithmen anzuwenden und die In Funktion zu nutzen. Funktionen eines GTR werden nicht unterstützt. Um solche Funktionen zu nutzen, kann man auf die erweiterte Büroanwendung Numbers von Apple zurückgreifen oder Drittanbietersoftware verwenden. Die größtmögliche Zahl erhöht sich hier auf eine Billiarde. Alles darüber hinaus muss, wie bei dem normalen Modus, als Zehnerpotenz oder in der wissenschaftlichen Notation dargestellt werden.
Mit dem Modus Mathematische Notizen („Math Notes“) können mathematische Ausdrücke und Gleichungen handschriftlich oder per Tastatur eingegeben werden. Die App erkennt und berechnet diese automatisch. Es ist möglich, Variablen zu verwenden, Gleichungen zu speichern und sogar Graphen direkt aus den eingegebenen Formeln zu erstellen. Änderungen werden sofort ausgewertet, und die Ergebnisse passen sich dynamisch an.
Im Modus Umrechnen lassen sich verschiedene Einheiten wie Länge, Gewicht, Temperatur, Währungen und weitere Maßeinheiten schnell und einfach umwandeln. Die Ergebnisse der Umrechnung können direkt für weitere Berechnungen verwendet oder kopiert werden.

## Installation und Deinstallation
Vor iOS 12 war die App im Ordner Dienstprogramme vorinstalliert. Es gab keine Möglichkeit diese zu entfernen. Seit iOS 12 ist die Deinstallation und Installation aus dem App Store möglich. Die Software ist auf nicht Apple hauseigenen Betriebssystemen nicht verfügbar. Das gleichnamige Gegenstück von Microsoft calc.exe ist hingegen nur auf Windows-Geräten verfügbar.

## Design
Die App ist schlicht und einfach gehalten. Man setzt auf eine Farbpalette bestehend aus den Farben Orange, Schwarz und Grau. Die schwarzen Tasten sind den Zahlen vorbehalten, die orangen den Operatoren und die grauen diversen Tasten wie „Alles löschen“ oder dem Prozentzeichen. Unten links befindet sich ein Taschenrechner-Symbol, über das man zwischen verschiedenen Modi wechseln kann, um je nach Bedarf unterschiedliche Rechenfunktionen zu nutzen.

## Fehlen auf iPads
Die Rechner-App war lange Zeit auf keinem der iPad-Geräte von Apple verfügbar. Dies resultierte aus einem Missverständnis zwischen Steve Jobs und Scott Forstall, dem damaligen Software-Chef bei Apple. Dieser dachte, dass er die Rechner-App lediglich auf die iPad-Proportionen skalieren soll. Am Tag der Veröffentlichung fragte ihn Steve Jobs nach dem neuen Design, welches nicht entwickelt worden war. Steve Jobs untersagte schließlich, dass die hochskalierte Rechner-App auf iPads veröffentlicht wird. Auf iPads musste für diesen Zweck deshalb auf Apps von Drittanbietern aus dem App Store zurückgegriffen werden. Erst in iPadOS 18 wurde die Anwendung nachgereicht.